# 2 (cifră)
2 (doi) este un număr natural precedat de 1 și urmat de 3.
Este o cifră specială pentru că este singurul număr prim par, fiind numit "cel mai ciudat număr prim". 2 și 3 sunt singurele numere prime consecutive.

## În matematică
- Este primul număr prim repunit în baza 10, fiind urmat de 19 și 23.[1]
- Este un număr primorial.[2]
- Este un număr harshad în baza 10.[3]
- Este un număr Heegner.[4][5]
- Este un factorial și un număr prim factorial.[6]
- Este un număr intangibil.[7]

## În știință
- Este primul număr magic în fizica nucleară.[8]

## Alte domenii
- După 2 ani de căsătorie este aniversată nunta de bumbac.[9]